# Stentjärnen (Landvetters socken, Västergötland)
Stentjärnen är en sjö i Härryda kommun i Västergötland och ingår i Göta älvs huvudavrinningsområde.